# 白洋镇
白洋镇，是中华人民共和国湖北省宜昌市枝江市下辖的一个乡镇级行政单位。目前由宜昌高新区整体托管。

## 行政区划
白洋镇下辖以下地区：
白洋社区、万福垴村、桂溪湖村、垭子山村、善溪窑村、善溪冲村、朱家冲村、裴家岗村、赵家铺村、太保场村、舒家嘴村、官大堰村、雅畈村、张店村、骆家冲村、滚钟坡村和白洋工矿区社区。

## 交通
- 焦柳铁路：雅畈站